# Baeoura pollicis
Baeoura pollicis är en tvåvingeart som först beskrevs av Alexander 1958.  Baeoura pollicis ingår i släktet Baeoura och familjen småharkrankar.
Artens utbredningsområde är Sri Lanka. Inga underarter finns listade i Catalogue of Life.